# (8835) Annona
(8835) Annona (1989 SA3) – planetoida z pasa głównego asteroid okrążająca Słońce w ciągu 5,69 lat w średniej odległości 3,19 au. Odkryta 26 września 1989 roku.